# إدارة التعليم والتدريب المهني للقوات المسلحة (مصر)
إدارة التعليم والتدريب المهني للقوات المسلحة هي إحدى الإدارات التابعة لوزارة الدفاع المصرية. والتي بدأت تنفيذ مهامها اعتباراً من عام 1957، وهي بذلك تعتبر من أقدم الإدارات بالقوات المسلحة.

## مديري الإدارة
- لواء أركان حرب / طارق عبد العال.[2]
- لواء أركان حرب / حسام الدين حسن.[3]
- لواء أركان حرب / شكري حمدي القمري.[4]
- لواء أركان حرب / محمد سراج الدين كامل.[5][6]

## أهداف الإدارة
- تأهيل الكوادر الفنية لتصبح قادرة علي التعامل مع أسلحة ومعدات القوات المسلحة من حيث الصيانة والتشغيل والإصلاح، من خلال المنشآت التعليمية الفنية التابعة للإدارة والتي تضم مراكز التدريب المهني المختلفة وأجنحة التدريب التخصصية والمدارس الفنية العسكرية.
- المساهمة في حل مشكلة العمالة الفنية القادرة التي تعاني منها سوق العمل في مصر من خلال تدريب من انتهت مدة خدمتهم العسكرية علي الحرف والمهن المختلفة ليستفيد منهم القطاع المدني في سد النقص الموجود حالياً.
- تدريب الطلبة على الحاسبات الآلية لمواكبة تكنولوجيا العصر.
- التنسيق مع وزارة القوى العاملة التي تقوم بإمدادنا بالمهن أو الحرف المطلوب توفيرها لتدريب الطلبة علي المهن أو الحرف المطلوبة في سوق العمل بالدولة، وهي على سبيل المثال ميكانيكي، كهربائي سيارات، عامل إصلاح أجهزة تبريد وتكييف، نجار مسلح، سباك صحي، سمكري سيارات، لحام وحداد، عامل محارة، سائق ونش، ميكانيكي معدات، سائق لوادر... إلي آخره.
- إمداد وزارة القوى العاملة والمحليات بسجل كامل لهؤلاء الأفراد يضم كافة بياناتهم بحيث يسهل الرجوع إليه وقت الحاجة، وتمنحهم إدارة التعليم والتدريب المهني شهادة بالحرفة أوالمهنة التي تدرب عليها الفرد وهي شهادة يعتد بها محليا وعربيا.
- إكساب الحرفيين مهارات وخبرات جديدة ترفع من مستواهم الحرفي والمهني.
- استخدام كافة النظم الحديثة مثل الحواسب الآلية ومحاكيات التدريب بالإضافة إلي التأهيل التربوي بالتعاون مع كليات التربية في الجامعات المصرية.

## المنشآت التابعة
- مركز تدريب مهن تشغيل المعادن والتسليح.
- مركز تدريب مهن الكهرباء والمواصلات.
- مركز تدريب مهن المركبات والمجنزرات.
- مركز تدريب مهن الرادار والصواريخ والحاسبات الآلية.

## المدارس التابعة
- المدرسة الفنية الأساسية العسكرية - بحوش عيسى (تغطي محافظات البحيرة والإسكندرية والوجه البحري بشكل عام).
- المدرسة الفنية الأساسية العسكرية الجوية - بحلوان (تغطي القاهرة والجيزة).

### شروط القبول بالمدارس
- الحصول علي الشهادة الابتدائية.
- أن لا يقل سن المتقدم عن 11 سنة ولا يزيد علي 14 سنة.
- أن يكون المتقدم مصرياً ومن أبوين مصريين.
- أن لا يكون قد سبق فصل المتقدم من إحدى المدارس العسكرية.
- أن يجتاز المتقدم جميع الاختبارات المحددة للقبول (طبية، سمات وقدرات، لياقة بدنية، مناظرة) بنجاح.
- أن لا يكون التلميذ متزوجاً ولا يسمح له بالزواج خلال مدة الدراسة.
- أن يتمتع المتقدم بحسن السير والسلوك.
- ضرورة موافقة ولي الأمر علي تطوع ابنه لمدة 5 سنوات وتجدد بناء علي رغبته.
- للحصول علي شهادات أعلي يمكن للطالب الالتحاق بمدارس التحرير للقوات المسلحة للحصول علي الثانوية العامة واستكمال دراسته الجامعية أثناء الخدمة.
- مدة الدراسة بالمدارس 3 سنوات يحصل الطالب في نهايتها علي الشهادة الإعدادية العامة من وزارة التربية والتعليم، بالإضافة إلي شهادة مهنية معتمدة بالمهنة التي تدرب عليها من الإدارة بالحرفة التي تدرب عليها.
- يدرس الطالب مناهج وزارة التربية والتعليم الخاصة بالتعليم الإعدادي بالإضافة إلي المواد الفنية.
- يتم إلحاق الخريجين للعمل بالوحدات الفنية بالقوات المسلحة بدرجة صانع عسكري، ويتم ترقيتهم حتي يصلوا إلي درجة ملاحظ فني وهي تعادل درجة مساعد أول بالقوات المسلحة ويتمتع هذا الخريج بكل المميزات التي يتمتع بها أفراد القوات المسلحة.
- تعتمد المدارس نظام الدراسة الداخلية وبالمجان.
- يمنح الطالب أثناء الدراسة مكافأة شهرية علاوة علي المأكل والملبس والمسكن والرعاية الصحية بالمجان.
- يتمتع الطالب خلال فترة الدراسة بجميع المزايا المقررة لطلبة المدارس العسكرية.
- يمنح الطالب أجازات نصف العام والإجازات الصيفية.
- تصل نتيجة الشهادة الإعدادية العامة لهذه المدارس إلي 100% بسبب شدة الانضباط بها، والمعروف عن القوات المسلحة.
- بالنسبة للمدرسة الفنية الأساسية العسكرية بحوش عيسى يدرس الطالب المواد الفنية من خلال أربع شعب عامة هي (الميكانيكا، الكهرباء، الإلكترونيات والحواسب، المركبات والمجنزرات) وبعد تدريبه ينضم إلي أحد مراكز التعليم والتدريب المهني للقوات المسلحة لمدة تتراوح من 9 إلي 12 شهراً للتدريب التخصصي علي المهنة التي سيعمل بها داخل صفوف القوات المسلحة.
- بالنسبة للمدرسة الفنية الأساسية العسكرية الجوية بحلوان فيدرس الطالب المواد الفنية الخاصة بأسلحة ومعدات القوات الجوية وينضم بعد تخرجه مباشرة للعمل بورش ووحدات القوات الجوية.

### مسوغات التقدم للمدارس
- شهادة الميلاد أو مستخرج رسمي منها.
- شهادة إتمام الدراسة الابتدائية أو بيان معتمد ومختوم من الإدارة التعليمية.
- صحيفة الحالة الجنائية للطالب وولي الأمر صالحة عن ثلاثة أشهر ماضية.
- صورة القيد العائلي.
- صورة بطاقة الرقم القومي لوالد ووالدة المتقدم.
- إقرار بموافقة ولي أمر الطالب علي تطوعه للعمل كصانع عسكري بالقوات المسلحة بعد التخرج لمدة خمس سنوات على الأقل.
- كارت بيانات للطالب (أصل وصورة) موضح به بيانات الوالد والوالدة والأشقاء.
- عدد 3 كارت عائلي بالوضع واقفا مقاس 10/15 سم وعدد 6 صورة شخصية حديثة مقاس 4*6.

## التطوع بالإدارة
تقبل الإدارة المتطوعين الحاصلون علي الشهادة الإعدادية والحاصلون علي الشهادة الثانوية الصناعية، ويمكن أن تصل فترة تدريبهم إلي 18 شهرا، وهناك أكثر من 200 مهنة وحرفة يتم التدريب عليها تغطي كافة التخصصات المطلوبة بالقوات المسلحة.